# Karmnik kolankowaty
Karmnik kolankowaty (Sagina nodosa L.) – gatunek rośliny z rodziny goździkowatych (Caryophyllaceae Juss.)

## Morfologia

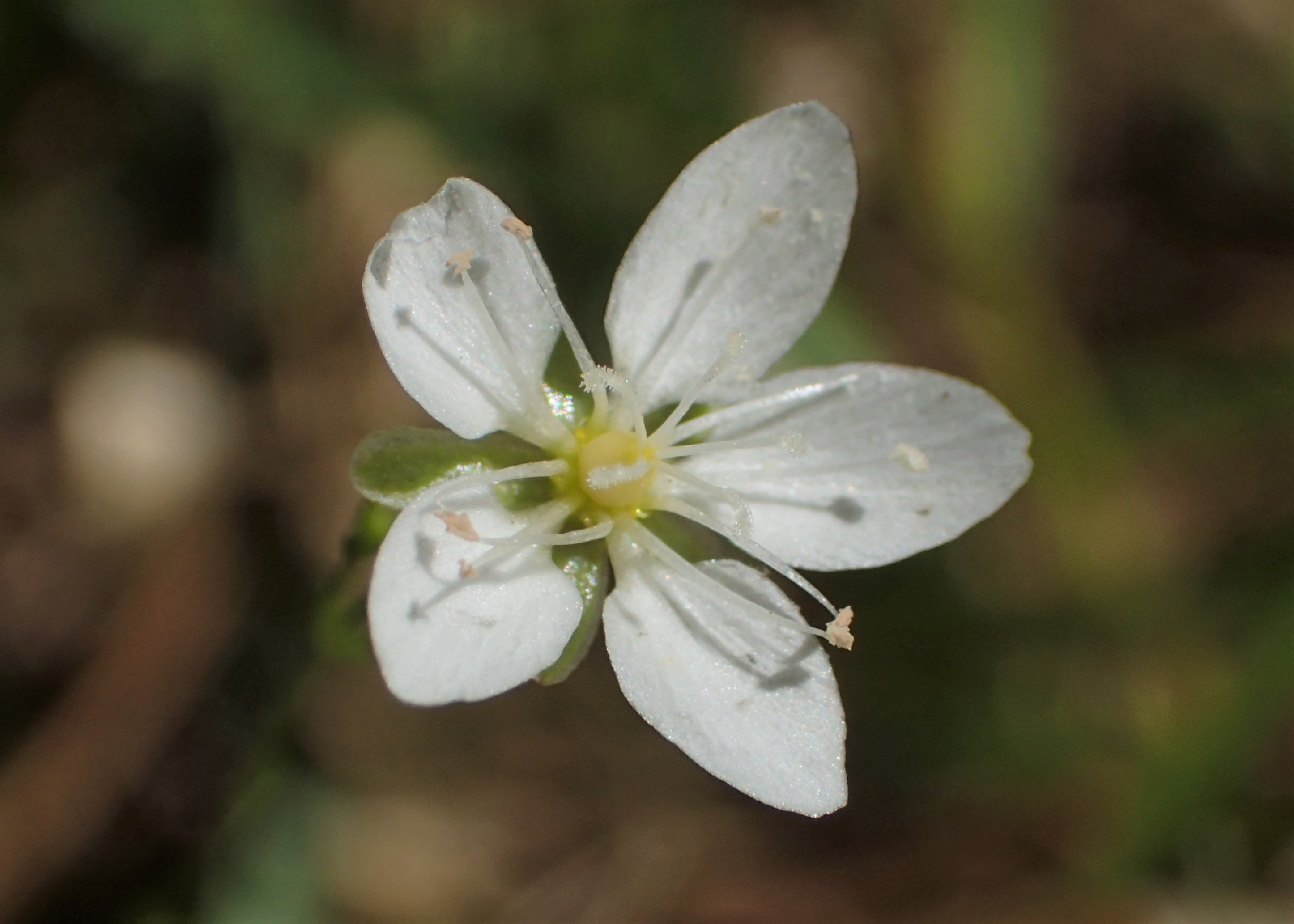
Kwiat

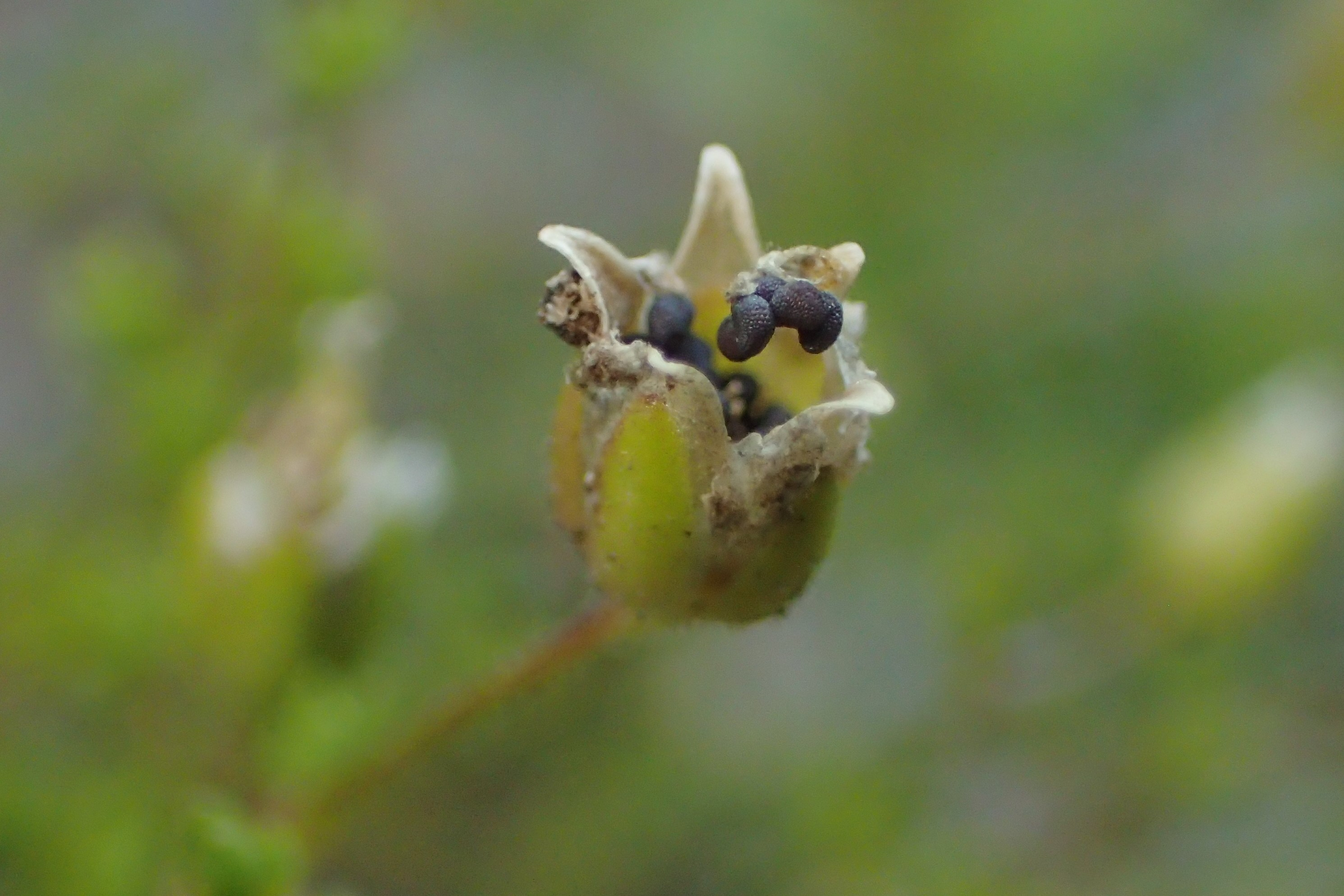
Owoc i nasiona

ŁodygaŁodygi rozesłane lub podnoszące się.
LiścieRównowąskie, górne większe od dolnych.
KwiatyDo 3 na łodydze, wierzchołkowe lub w kątach liści.

## Biologia i ekologia
- Roślina wieloletnia. Kwitnie od czerwca do sierpnia.
- Porasta łąki bagienne, wrzosowiska, gleby gliniaste bogate w wapń.